# Zápas na Letních olympijských hrách 1992 – muži, volný styl do 130 kg
Zápas ve volném stylu ve váhové kategorii do 130 kg probíhal na Letních olympijských hrách 1992 v Barcelonském Instituto Nacional de Educación Física de Cataluña. O medaile se utkalo celkem 15 zápasníků.

## Turnajové výsledky
Zápasníci jsou rozděleni do dvou skupin. Je aplikován systém na dvě porážky.
Legenda
- TO — Lopatkové vítězství
- SP — Vítězství pro převahu, 12 až 14 bodů rozdíl, poražený s body
- SO — Vítězství pro převahu, 12 až 14 bodů rozdíl, poražený bez bodů
- ST — Vítězství na technickou převahu, 15 bodů rozdíl
- PP — Vítězství na body, poražený s body
- PO — Vítězství na body, poražený bez bodů
- PA — Vítězství pro soupeřovo zranění
- DQ — Vítězství pro soupeřovu diskvalifikaci
- D2 — Oba zápasníci diskvalifikováni pro pasivitu, skóre 0-0
- DNA — Nenastoupil
- L — Porážky
- ER — Kolo vyřazení
- CP — Klasifikační body
- TP — Technické body

### Skupiny

#### Skupina A
| L      |                         | CP     | TP     |                         | L      |        |
| Kolo 1 | Kolo 1                  | Kolo 1 | Kolo 1 | Kolo 1                  | Kolo 1 | Kolo 1 |
| ------ | ----------------------- | ------ | ------ | ----------------------- | ------ | ------ |
| 1      | Rodney Figueroa (PUR)   | 0-3 PO | 0-3    | Park Sung-Ha (KOR)      | 0      |        |
| 1      | Tamon Honda (JPN)       | 0-4 TO | 1:49   | Alireza Soleimani (IRI) | 0      |        |
| 1      | Mor Wade (SEN)          | 0-4 TO | 1:35   | Jeffrey Thue (CAN)      | 0      |        |
| 0      | Mahmut Demir (TUR)      | 3-1 PP | 4-1    | Tomasz Kupis (POL)      | 1      |        |
| Kolo 2 |                         |        |        |                         |        |        |
| 1      | Rodney Figueroa (PUR)   | 3-1 PP | 3-2    | Tamon Honda (JPN)       | 2      |        |
| 1      | Park Sung-Ha (KOR)      | 0-4 TO | 2:02   | Alireza Soleimani (IRI) | 0      |        |
| 2      | Mor Wade (SEN)          | 0-4 TO | 3:17   | Mahmut Demir (TUR)      | 0      |        |
| 0      | Jeffrey Thue (CAN)      | 3-0 PO | 6-0    | Tomasz Kupis (POL)      | 2      |        |
| Kolo 3 |                         |        |        |                         |        |        |
| 2      | Rodney Figueroa (PUR)   | 0-4 TO | 2:19   | Alireza Soleimani (IRI) | 0      |        |
| 2      | Park Sung-Ha (KOR)      | 0-3 PO | 0-5    | Jeffrey Thue (CAN)      | 0      |        |
| 0      | Mahmut Demir (TUR)      |        |        | Bye                     |        |        |
| Kolo 4 |                         |        |        |                         |        |        |
| 0      | Mahmut Demir (TUR)      | 3-1 PP | 2-1    | Alireza Soleimani (IRI) | 1      |        |
| 0      | Jeffrey Thue (CAN)      |        |        | Bye                     |        |        |
| Kolo 5 |                         |        |        |                         |        |        |
| 0      | Jeffrey Thue (CAN)      | 3-0 PO | 1-0    | Mahmut Demir (TUR)      | 1      |        |
| 1      | Alireza Soleimani (IRI) |        |        | Bye                     |        |        |
| Kolo 6 |                         |        |        |                         |        |        |
| 2      | Alireza Soleimani (IRI) | 0-0 D2 | 0-0    | Jeffrey Thue (CAN)      | 1      |        |
| 1      | Mahmut Demir (TUR)      |        |        | Bye                     |        |        |

| Zápasník                | L | ER | CP | Tiebreaker |
| ----------------------- | - | -- | -- | ---------- |
| Jeffrey Thue (CAN)      | 1 | -  | 13 | 3          |
| Mahmut Demir (TUR)      | 1 | -  | 10 | 0          |
| Alireza Soleimani (IRI) | 2 | 6  | 13 |            |
| Park Sung-Ha (KOR)      | 2 | 3  | 3  |            |
| Rodney Figueroa (PUR)   | 2 | 3  | 3  |            |
| Tamon Honda (JPN)       | 2 | 2  | 1  |            |
| Tomasz Kupis (POL)      | 2 | 2  | 1  |            |
| Mor Wade (SEN)          | 2 | 2  | 0  |            |

#### Skupina B
| L      |                          | CP     | TP     |                          | L      |        |
| Kolo 1 | Kolo 1                   | Kolo 1 | Kolo 1 | Kolo 1                   | Kolo 1 | Kolo 1 |
| ------ | ------------------------ | ------ | ------ | ------------------------ | ------ | ------ |
| 1      | Juraj Štěch (TCH)        | 1-3 PP | 3-6    | Davit Gobedžišvili (EUN) | 0      |        |
| 1      | Kiril Barbutov (BUL)     | 1-3 PP | 1-9    | Bruce Baumgartner (USA)  | 0      |        |
| 1      | Zsolt Gombos (HUN)       | 0-3 PP | 0-4    | Andreas Schröder (GER)   | 0      |        |
| 0      | Wang Chunguang (CHN)     |        |        | Bye                      |        |        |
| Kolo 2 |                          |        |        |                          |        |        |
| 0      | Wang Chunguang (CHN)     | 4-0 TO | 2:22   | Juraj Štěch (TCH)        | 2      |        |
| 0      | Davit Gobedžišvili (EUN) | 3-1 PP | 7-1    | Kiril Barbutov (BUL)     | 2      |        |
| 0      | Bruce Baumgartner (USA)  | 3-0 PO | 8-0    | Zsolt Gombos (HUN)       | 2      |        |
| 0      | Andreas Schröder (GER)   |        |        | Bye                      |        |        |
| Kolo 3 |                          |        |        |                          |        |        |
| 0      | Andreas Schröder (GER)   | 4-0 TO | 2:27   | Wang Chunguang (CHN)     | 1      |        |
| 1      | Davit Gobedžišvili (EUN) | 0-3 PP | 0-3    | Bruce Baumgartner (USA)  | 0      |        |
| Kolo 4 |                          |        |        |                          |        |        |
| 1      | Andreas Schröder (GER)   | 1-3 PP | 3-4    | Davit Gobedžišvili (EUN) | 1      |        |
| 2      | Wang Chunguang (CHN)     | 0-4 TO | 4:49   | Bruce Baumgartner (USA)  | 0      |        |
| Kolo 5 |                          |        |        |                          |        |        |
| 2      | Andreas Schröder (GER)   | 0-3 PO | 0-7    | Bruce Baumgartner (USA)  | 0      |        |
| 1      | Davit Gobedžišvili (EUN) |        |        | Bye                      |        |        |

| Zápasník                 | L | ER | CP |
| ------------------------ | - | -- | -- |
| Bruce Baumgartner (USA)  | 0 | -  | 16 |
| David Gobedžišvili (EUN) | 1 | -  | 9  |
| Andreas Schröder (GER)   | 2 | 5  | 8  |
| Wang Chunguang (CHN)     | 2 | 4  | 4  |
| Kiril Barbutov (BUL)     | 2 | 2  | 2  |
| Juraj Štěch (TCH)        | 2 | 2  | 1  |
| Zsolt Gombos (HUN)       | 2 | 2  | 0  |

### Finále
|                         | CP               | TP               |                          |                  |
| Zápas o 9. místo        | Zápas o 9. místo | Zápas o 9. místo | Zápas o 9. místo         | Zápas o 9. místo |
| ----------------------- | ---------------- | ---------------- | ------------------------ | ---------------- |
| Rodney Figueroa (PUR)   | 0-3 PO           | 0-11             | Kiril Barbutov (BUL)     |                  |
| Zápas o 7. místo        |                  |                  |                          |                  |
| Park Sung-Ha (KOR)      | 0-3 PO           | 0-9              | Wang Chunguang (CHN)     |                  |
| Zápas o 5. místo        |                  |                  |                          |                  |
| Alireza Soleimani (IRI) | DNA              |                  | Andreas Schröder (GER)   |                  |
| Zápas o 3. místo        |                  |                  |                          |                  |
| Mahmut Demir (TUR)      | 0-3 PO           | 0-4              | Davit Gobedžišvili (EUN) |                  |
| Finálový zápas          |                  |                  |                          |                  |
| Jeffrey Thue (CAN)      | 0-3 PO           | 0-8              | Bruce Baumgartner (USA)  |                  |

## Finálové pořadí
1. Bruce Baumgartner (USA)
2. Jeffrey Thue (CAN)
3. Davit Gobedžišvili (EUN)
4. Mahmut Demir (TUR)
5. Andreas Schröder (GER)
6. Alireza Soleimani (IRI)
7. Wang Chunguang (CHN)
8. Park Sung-Ha (KOR)
9. Kiril Barbutov (BUL)
10. Rodney Figueroa (PUR)